# 天幕製作
天幕製作有限公司是1991年至2004年存在的一家香港电影公司，创建人为香港著名艺人劉德華。2000年麥紹棠以中建電訊名義注資天幕公司，劉德華並自簽成為旗下藝人。2002年劉德華与麥紹棠发生法律纠纷，导致劉德華重新成立了一家新公司映藝娛樂有限公司。

## 历史
第一部电影《91神雕侠侣》香港票房2000多万港币，让天幕公司一举成功。不过之后的《吴三桂与陈圓圓》、《92神雕侠侣》、《战神传说》、《天长地久》、《天与地》、《1/2次同床》几部电影票房都不如预期，亏损4500万港币，几乎令天幕公司濒临破产。1997年投资陈果导演的小成本独立电影《香港製造》赢尽口碑，并获得香港电影金像奖最佳电影等多个大奖，之后又合作了《去年烟花特别多》。《阿虎》与《愛君如夢》是出品的最后两部电影，都由劉德華主演。

## 作品
| 上映年份 | 中文片名            | 導 演        | 主 演                                    | 備 註                                                              |
| 電影     |                     |              |                                          |                                                                    |
| 1991     | 九一神鵰俠侶        | 元奎、黎大煒 | 劉德華、梅艷芳、郭富城                   | 天幕出品                                                           |
| 1992     | 吳三桂與陳圓圓      | 鄭丹瑞       | 鄭裕玲、鄭丹瑞、陳慧儀、楊玉梅           | 天幕摄制                                                           |
| 1992     | 九二神鵰俠侶        | 元奎、黎大煒 | 劉德華、關之琳 、關淑怡                  | 天幕出品                                                           |
| 1992     | 戰神傳說            | 洪金宝       | 劉德華、梅艷芳、鍾鎮濤、張曼玉、王霄     | 天幕摄制                                                           |
| 1992     | 機Boy小子之真假威龍 | 陳嘉上       | 劉德華、關之琳、郭富城、吴君如、吴孟达   | 天幕出品                                                           |
| 1993     | 天長地久            | 劉鎮偉       | 劉德華、劉錦玲、吳家麗、徐濠瑩、方平     | 天幕出品                                                           |
| 1993     | 赤裸狂奔            | 元奎、黎大煒 | 張睿羚、左戎、元奎、黎大煒、元振、王維德 | 天幕摄制                                                           |
| 1994     | 天與地              | 黎大煒       | 劉德華、劉松仁、陳少霞                   | 天幕摄制                                                           |
| 1996     | 1/2次同床           | 黎大煒       | 劉德華、關之琳                           | 天幕出品                                                           |
| 1997     | 香港製造            | 陳果         | 李燦森、嚴栩慈、李棟全、譚嘉荃           | 天幕摄制 劉德華任監製 獲第17届香港電影金像獎最佳影片等多個電影大獎 |
| 1998     | 去年煙花特別多      | 陳果         | 何华超、谷祖琳、李灿森                   | 天幕出品 任監製                                                    |
| 2000     | 阿虎                | 李仁港       | 劉德華、常盤貴子                         | 天幕出品 任監製                                                    |
| 2001     | 愛君如夢            | 劉偉強       | 劉德華、梅艷芳、吳君如                   | 天幕出品 任監製                                                    |
| 2001     | 方謬神探（電視劇）  | 束一德       | 張衛健、袁詠儀                           | 30集喜劇                                                           |

## 发行电影
- 全職殺手 (2001)
- 給他們一個機會 (2003)